# Parc provincial Rondeau
Le Parc provincial Rondeau (en anglais : Rondeau Provincial Park) est un parc provincial de l'Ontario (Canada) situé à Chatham-Kent.  Créée en 1894, il s'agit de l'un des plus vieux parcs fédéraux ou provinciaux du Canada.  Il est situé sur une péninsule du lac Érié.